# C.J. Glahn
Constantin Johan Glahn (født 1. marts 1813 i Sorø, død 3. oktober 1878 i København) var en dansk kalkbrænderiejer, apoteker og politiker. Han var medlem af Folketinget fra 1854 til 1858.

## Levned
Johan Glahn blev født i Sorø i 1813 som søn af apoteker Hans Egede Glahn og hustru Anne Birgitte Margrethe Jensen. Han gik på Sorø Akademis Skole fra 1822 til 1828, blev farmaceutisk kandidat i 1834 og polyteknisk kandidat i 1836, hvorefter han lærte sukkerroefabrikation i Bøhmen. Fra 1838 til 1841 var Hjort præparatør ved Polyteknisk Læreanstalt. Han købte Hjorte Apotek (en) i København i 1842 og drev det frem til 1848 hvor han solgte apoteket. Hjort startede i 1850 en kamfinfabrik på Østerbro som han drev frem til 1864.  Han ejede sammen med Viggo Rothe Østre Kalkbrænderi ved København fra 1851 til 1855 og var derefter eneejer af kalkbrænderiet til 1872.
Glahn var assessor pharm. i Det kgl. Sundhedskollegium (sv) (forløberen for Sundhedsstyrelsen) 1844-1848. Han var med at stifte Danmarks Apotekerforening i 1844 og repræsentant i Industriforeningen i København fra 1853 til 1854. Han har skrevet artikler om kemiske og farmaceutiske emner.

## Politisk virke
Glahn var medlem af Københavns Borgerrepræsentation fra 1853 til 1871. I 1854 blev han valgt til Folketinget i Københavns 4. valgkreds efter sin kompagnon Viggo Rothe. Han blev valgt ved kåring og igen kåret ved folketingsvalget i 1855, men genopstillede ikke ved valget i 1858. Politisk var han konservativ. 
Han var i 1856 medlem af kommissionen angående en reform af sundhedspolitiet i Danmark.